# Troubelice
Troubelice är en ort i Tjeckien.   Den ligger i regionen Olomouc, i den östra delen av landet, 190 km öster om huvudstaden Prag. Troubelice ligger 255 meter över havet och antalet invånare är 1 802.
Terrängen runt Troubelice är kuperad norrut, men söderut är den platt.Runt Troubelice är det ganska tätbefolkat, med 62 invånare per kvadratkilometer. Närmaste större samhälle är Uničov, 5,9 km sydost om Troubelice. Trakten runt Troubelice består till största delen av jordbruksmark.